# روبرت أ. نيكسون
روبرت أ. نيكسون هو سياسي أمريكي، ولد في 25 يونيو 1900، وتوفي في 17 نوفمبر 1948. نشط حزبياً في الحزب الجمهوري. وقد انتخب عضو جمعية ولاية ويسكونسن ‏.